# Barosensibilité
 (juin 2012).
Si vous disposez d'ouvrages ou d'articles de référence ou si vous connaissez des sites web de qualité traitant du thème abordé ici, merci de compléter l'article en donnant les références utiles à sa vérifiabilité et en les liant à la section « Notes et références ».
La barosensibilité est la sensibilité à la variation de pression atmosphérique chez certains individus[réf. nécessaire], observable aussi chez certains animaux.
Lorsque le temps est anticyclonique, la pression atmosphérique augmente, inversement lors d'une dégradation la pression atmosphérique baisse et devient dépressionnaire.
Le changement d'état correspond à une pression de 1013 millibars ou hectopascals.
Certaines personnes, souffrant plus particulièrement de fibromyalgie ont une amélioration des symptômes lorsque revient le beau temps. Ces personnes souffrent d'une dégradation des symptômes de la fibromyalgie lorsque le temps vire soudainement sous la barre des 1013 millibars[réf. nécessaire].
D'après Heymans et Boukaert, la barosensibilité est localisée au niveau du sinus carotidien.